# 学校法人鎮西敬愛学園
鎮西敬愛学園（ちんぜいけいあいがくえん）は、福岡県北九州市門司区に所在する学校法人。

## 概要
鎮西敬愛学園は1925年に創立された、浄土真宗本願寺派の宗門校で、龍谷総合学園に加盟している。
敬愛中学校・高等学校・敬愛小学校・敬愛幼稚園を運営する。

## 沿革
- 1925年3月20日 - 藤井玄瀛、岡橋角之助、鎮西高等女学校設立を申請、認可
- 1946年3月30日 - 鎮西高等女学校専攻科設置認可
- 1947年2月28日 - 鎮西女子専門学校設置認可
- 1947年4月1日 - 学制改革により鎮西女子中学校が発足
- 1948年4月1日 - 学制改革により鎮西女子学園高等学校が発足
- 1967年12月15日 - 商業科設置認可
- 1971年4月1日 - 情報処理コースを設置
- 1981年4月1日 - 特進コース、普通C・Eコースを設置
- 1984年4月1日 - コース改訂（特進・進学・普通）
- 1987年4月1日 - 敬愛中学校を新設
- 1989年4月1日 - 敬愛中学校を男女共学化
- 1990年4月1日 - 鎮西女子学園高等学校を男女共学化し、鎮西敬愛高等学校に改称
- 1991年4月1日 - 鎮西敬愛高等学校のコース改訂（特進・進学）
- 2005年4月1日 - 敬愛中学校・敬愛高等学校に改称

## 校訓
聞法・敬愛・自立・創造

## 所属学校
- 敬愛中学校・高等学校（福岡県北九州市門司区）
- 敬愛小学校（福岡県北九州市門司区）
- 敬愛幼稚園（福岡県北九州市門司区）

## 姉妹校
- 三賢女子高等学校・中学校（韓国）
- 本願寺ミッションスクール（ハワイ）

## 学園周辺
- 鎮西保育園